# Poleymieux-au-Mont-d’Or
Poleymieux-au-Mont-d’Or település Franciaországban, Métropole de Lyon különleges státuszú nagyvárosban (métropole: nagyjából „megyei jogú város”). Lakosainak száma 1394 fő (2022. január 1.). Poleymieux-au-Mont-d’Or Chasselay, Couzon-au-Mont-d’Or, Curis-au-Mont-d’Or, Limonest, Saint-Cyr-au-Mont-d’Or, Saint-Didier-au-Mont-d’Or és Saint-Germain-au-Mont-d’Or községekkel határos.

## Népesség
A település népességének változása:
| Lakosok száma | 1308 | 1312 | 1340 | 1332 | 1355 | 1377 | 1400 | 1403 | 1394 |
|               | 2013 | 2015 | 2016 | 2017 | 2018 | 2019 | 2020 | 2021 | 2022 |